# Музей кобзарства
Музей кобзарства, також відомий як музей кобзарського мистецтва — музей у місті Переяславі. Входить до складу Національного історико-етнографічного заповідника «Переяслав».

## Історія і експозиція

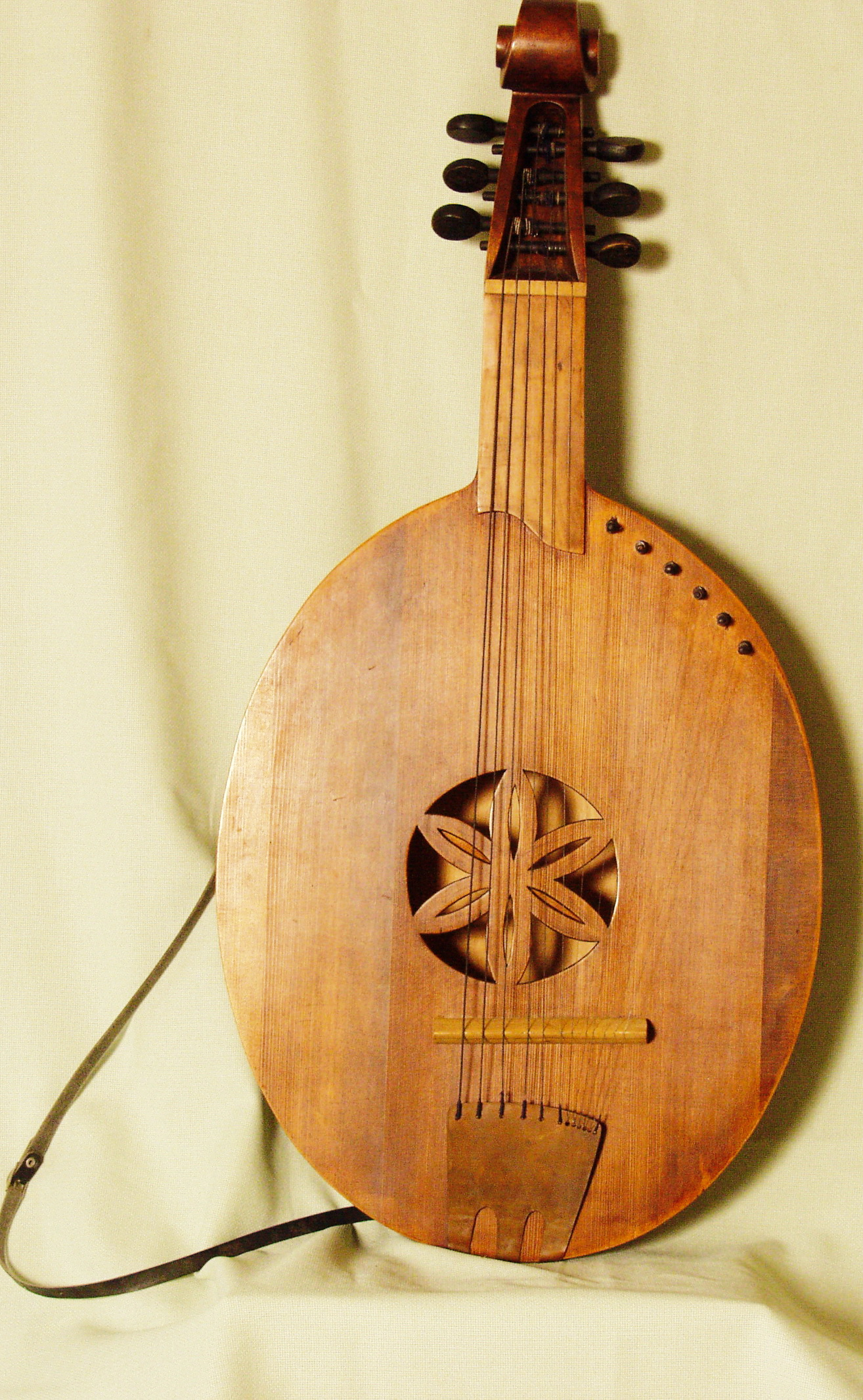
Бандура Гната Гончаренка

Музей кобзарства в Переяславі-Хмельницькому було відкрито 4 березня 1989 року в дні святкування 175-ї річниці від дня народження Тараса Григоровича Шевченка. Ініціатива створення музею кобзарства належить директору Переяславського історико-етнографічного заповідника Михайлу Івановичу Сікорському і художнику, бандуристу, педагогу, майстру реконструкції старосвітської бандури Георгію Кириловичу Ткаченку.
Експозиція музею представлена експонатами про історію зародження та розвитку кобзарського мистецтва в Україні, а також про історичну роль народних співців — кобзарів, їх життєписи та унікальну творчість. В експозиції — унікальні предмети з історії кобзарства, твори мистецтва присвячені цьому явищу, музично-поетична творчість кобзарів.
Увагу привертають найдавніші музичні інструменти: кобза, старосвітські бандури, торбан, ліра, лютня, гуслі. Унікальні експонати — бандура XIX століття, що належала Харківському кобзарю Гнату Тихоновичу Гончаренку, бандура Олександра Самійловича Корнієвського, бандура Григорія Івановича Бажула та його портрет роботи його дружини Людмили Бажул, а також ліра майстра Василя Сніжного, робота невідомого варшавського майстра — торбан XVIII століття, що належав Пухальському Я. Г. тощо.
В експозиції широко представлені портрети відомих українських кобзарів усіх часів, в тому числі і кобзарів української діаспори, їх бандури, речі побуту, книги, нотні записи, матеріали про їх творчу діяльність. Панно художника Ю. Легенького «Шляхи кобзарів — це шляхи народу»  - відтворює генеалогічне дерево українського кобзарства.
Крім просвітницької діяльності — проведення екскурсій, творчих зустрічей з відомими бандуристами України та української діаспори в Канаді та Австралії, популяризації мистецтва гри на кобзі й бандурі, співробітники Музею кобзарства займаються науковою діяльністю — досліджують питання виникнення та розвитку кобзарського мистецтва на Переяславщині.

## Час роботи, вартість екскурсії
Розташований музей центрі міста, у будинку 1903 року на вулиці Богдана Хмельницького.
Графік:
| четвер    | 09:00–17:00 |
| пʼятниця  | 09:00–17:00 |
| субота    | 09:00–17:00 |
| неділя    | 09:00–17:00 |
| понеділок | Зачинено    |
| вівторок  | Зачинено    |
| середа    | 09:00–17:00 |

Вартість квитка: дорослого — 5 ₴., дитячого — 2 ₴. Екскурсійного обслуговування: доросла екскурсія — 20 ₴., дитяча — 10 ₴.